# 조성호 (프로게이머)
조성호(1994년 3월 24일 ~ )는 대한민국의 스타크래프트 II 프로게이머이다. Trap이라는 아이디를 사용하며, 종족은 프로토스이다.
소속팀은 진에어 그린윙스이다.

## 개요
2008년 상반기 드래프트에서 STX SouL의 1차 지명으로 입단하였다. 2011년까지는 프로리그 출전 기회를 접하지 못하였으나 2012년 SK플래닛 프로리그 시즌2부터 본격적으로 출전을 하면서 특히 스타크래프트 II 종목에서 맹활약, 7월에 KeSPA랭킹 34위까지 뛰어올랐고, 9월에는 9위로 뛰어올랐으며, 2012년 8월 11일 SK플래닛 프로리그 시즌2에서 19승을 기록하면서 다승왕을 확정지었다. 데뷔는 이미 4년전에 했지만, 뒤늦게 프로리그에서 빛을 보면서 신인상을 수상하였다. 이후 2012년 9월부터는 GSL에도 참가하고 있다.
SK플래닛 스타크래프트 Ⅱ 프로리그 12-13 포스트시즌에서 4전 전승을 기록(준플레이오프 2승, 플레이오프 1승, 결승전 1승)하면서 팀의 우승에 일조했다. 또한 이 대회 결승전에서는 MVP로 선정되었다.
프로리그 우승 이후 GSTL로 무대를 옮긴 조성호는 백동준과 함께 팀의 에이스로서 다승왕 3위에 올랐지만 소울팀의 순위는 최하위에 머물러 페넌트 레이스 종료 후 다음 시즌을 기약하게 되었다.
2013년 12월 14일 IM으로 이적했다.
2013년 6월 22일 2014 MLG Anaheim에서 치열혈투 끝에 결승전에서 최성훈 상대로 2:0,2:0 총 4:0으로 격파하면서 프리미어 개인리그 첫 우승을 하였다.
2014년 7월 IM과 결별, 무소속 신분이 되었다.
2014년 9월 17일 진에어 그린윙스 입단을 공식 발표했다.

## 수상 경력
스타크래프트 II : 프리미어 개인리그 우승 1회, 준우승 3회

### 스타크래프트
- 2007년 제35회 커리지매치 입상
- 2010년 STX배 한중 스타크래프트 대회 우승

### 스타크래프트 II
- 2012년 SK플래닛 스타크래프트Ⅱ 프로리그 시즌2 정규시즌 다승왕
- 2012년 SK플래닛 스타크래프트Ⅱ 프로리그 시즌2 신인상
- 2012년 핫식스 2012 글로벌 스타크래프트 II 리그 시즌 4 Code A 24강
- 2012년 핫식스 2012 글로벌 스타크래프트 II 리그 시즌 5 Code A 32강
- 2013년 핫식스 2013 글로벌 스타크래프트 II 리그 시즌 1 Code A 48강
- 2013년 2013 WCS Korea Season 1 챌린저리그 12강
- 2013년 2013 WCS 코리아 시즌 2 옥션 올킬 스타리그 16강
- 2013년 2013 WCS 코리아 시즌 2 챌린저리그 24강
- 2013년 SK플래닛 스타크래프트 Ⅱ 프로리그 12-13 결승전 MVP
- 2013년 2013 WCS 코리아 시즌 3 조군샵 글로벌 스타크래프트 II 리그 5위 (WCS 2013 시즌 3 파이널 진출)
- 2013년 2013 WCS 시즌 3 파이널 4강
- 2014년 2014 WCS 코리아 시즌 1 핫식스 글로벌 스타크래프트 II 리그 코드 S 16강
- 2014년 2014 WCS 코리아 시즌 2 핫식스 글로벌 스타크래프트 II 리그 코드 S 32강
- 2014년 2014 MLG Anaheim 우승 (2:0, 2:0 최성훈)
- 2014년 2014 WCS 코리아 시즌 3 핫식스 글로벌 스타크래프트 II 리그 코드 S 32강
- 2014년 2014 Red Bull Battle Grounds: Washington 4위
- 2014년 Connecting Professional E-sports #1 16강
- 2014년 WECG 2014 한국대표선발전 스타크래프트 ll 부문 16강
- 2014년 PughCraft Invitational #2 준우승
- 2015년 IEM Season IX - World Championship 준우승 (1:4 주성욱)
- 2015년 2015 스베누 글로벌 스타크래프트 II 리그 시즌 2 코드 A 48강
- 2015년 스베누 스타크래프트 II 스타리그 2015 시즌 2 16강
- 2015년 2015 Kung Fu Cup Season 1 우승 (4:1 얀스 아스가드[Snute])
- 2015년 스베누 스타크래프트 II 스타리그 2015 시즌 3 챌린지 24강
- 2015년 2015 핫식스 글로벌 스타크래프트 II 리그 시즌 3 코드 A 48강
- 2015년 2015 Kung Fu Cup Season 2 4강
- 2015년 2016 핫식스 글로벌 스타크래프트 II 리그 프리시즌 2주차 16강
- 2016년 2016 핫식스 글로벌 스타크래프트 II 리그 시즌 1 코드 S 16강
- 2016년 스타크래프트 II 스타리그 2016 시즌 2 챌린지 24강
- 2016년 2016 핫식스 글로벌 스타크래프트 II 리그 시즌 2 코드 A 48강
- 2016년 2016 스타크래프트 II KeSPA컵 준우승 (0:4 알렉스 선더하프트[Neeb])
- 2017년 2017 핫식스 글로벌 스타크래프트 II 리그 시즌 1 코드 S 16강
- 2017년 2017 핫식스 글로벌 스타크래프트 II 리그 시즌 2 코드 S 16강
- 2017년 2017 핫식스 글로벌 스타크래프트 II 리그 시즌 3 코드 S 32강
- 2018년 2018 글로벌 스타크래프트 II 리그 시즌 1 코드 S 16강
- 2018년 IEM Season XII - World Championship 8강
- 2018년 2018 글로벌 스타크래프트 II 리그 시즌 2 코드 S 16강
- 2018년 2018 글로벌 스타크래프트 II 리그 시즌 3 코드 S 16강
- 2018년 2018 GSL Super Tournament 시즌2 16강
- 2019년 2019 마운틴듀 글로벌 스타크래프트 II 리그 시즌 1 코드 S 4강
- 2019년 2019 마운틴듀 글로벌 스타크래프트 II 리그 시즌 2 코드 S 준우승 (2:4 박령우)
- 2019년 2019 마운틴듀 글로벌 스타크래프트 II 리그 시즌 3 코드 S 준우승 (0:4 이병렬)
- 2019년 2019 GSL vs the World 8강
- 2019년 2019 GSL Super Tournament 시즌2 16강
- 2019년 2019 WCS 글로벌 파이널 8강